# Pachydactylus scherzi
Pachydactylus scherzi är en ödleart som beskrevs av  Mertens 1954. Pachydactylus scherzi ingår i släktet Pachydactylus och familjen geckoödlor. Inga underarter finns listade i Catalogue of Life.